# ホアン・リノ・マルティネス
ホアン・リノ・マルティネス・アルメンテロス（Joan Lino Martínez Armenteros、1978年1月11日 - ）は、キューバ出身でスペイン国籍の陸上競技選手。専門は走幅跳。アテネオリンピック男子走幅跳銅メダリスト。自己ベスト記録は屋外が8.32 m、室内が8.37 m。

## 経歴

### キューバ国籍時代
1978年1月11日、キューバの首都ハバナに生まれた。父親はキューバ人、母親はスペイン人である。キューバ代表として1996年世界ジュニア陸上競技選手権大会に出場し、7.59 mを記録した走幅跳で7位、400メートルリレー走で9位となった。1998年には中央アメリカ・カリブ海競技大会に出場し、8.09 mを記録した走幅跳で銅メダルを獲得した。2000年にはイベロアメリカ選手権大会に出場し、7.71 mを記録した走幅跳で銅メダルを獲得した。

### スペイン国籍時代
2004年にはスペイン代表としてイベロアメリカ選手権大会に出場し、8.26 mを記録した走幅跳で金メダルを獲得した。同年にはギリシャのアテネで開催されたアテネオリンピックに出場し、8.32 mを記録した走幅跳で銅メダルを獲得した。2005年にはスペイン・マドリードで開催されたヨーロッパ室内陸上競技選手権大会に出場し、8.37 mを記録した走幅跳で金メダルを獲得した。